# Laugardalur

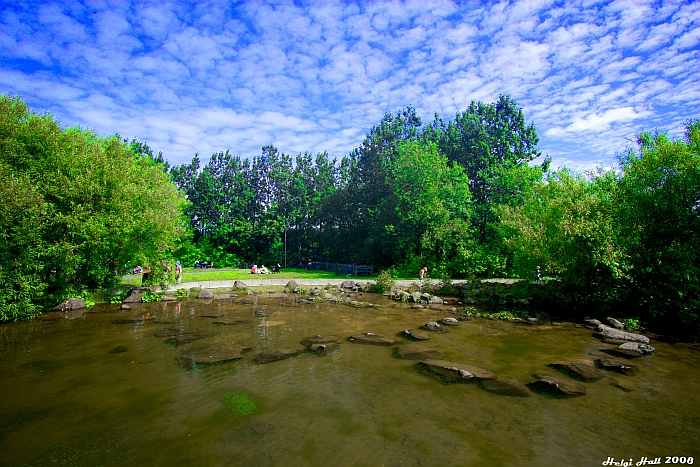
Parc de Laugardalur en été.

Laugardalur est un district de Reykjavik.

## Histoire

Vie quotidienne à Laugardalur dans les années 1910
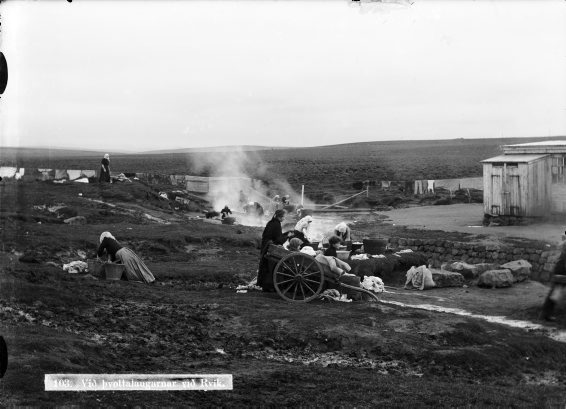
Lessive aux sources chaudes.
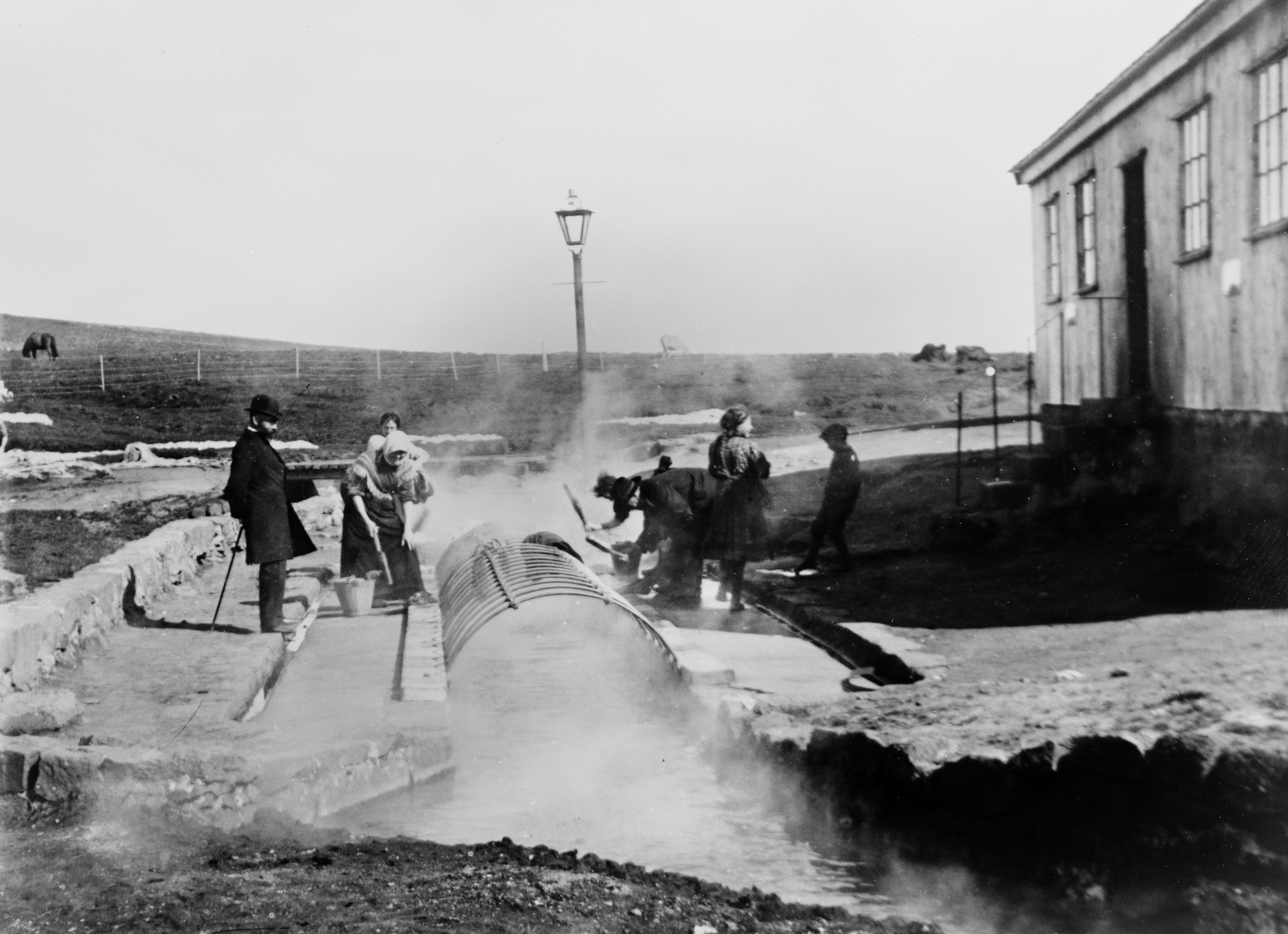
Lessive aux sources chaudes.
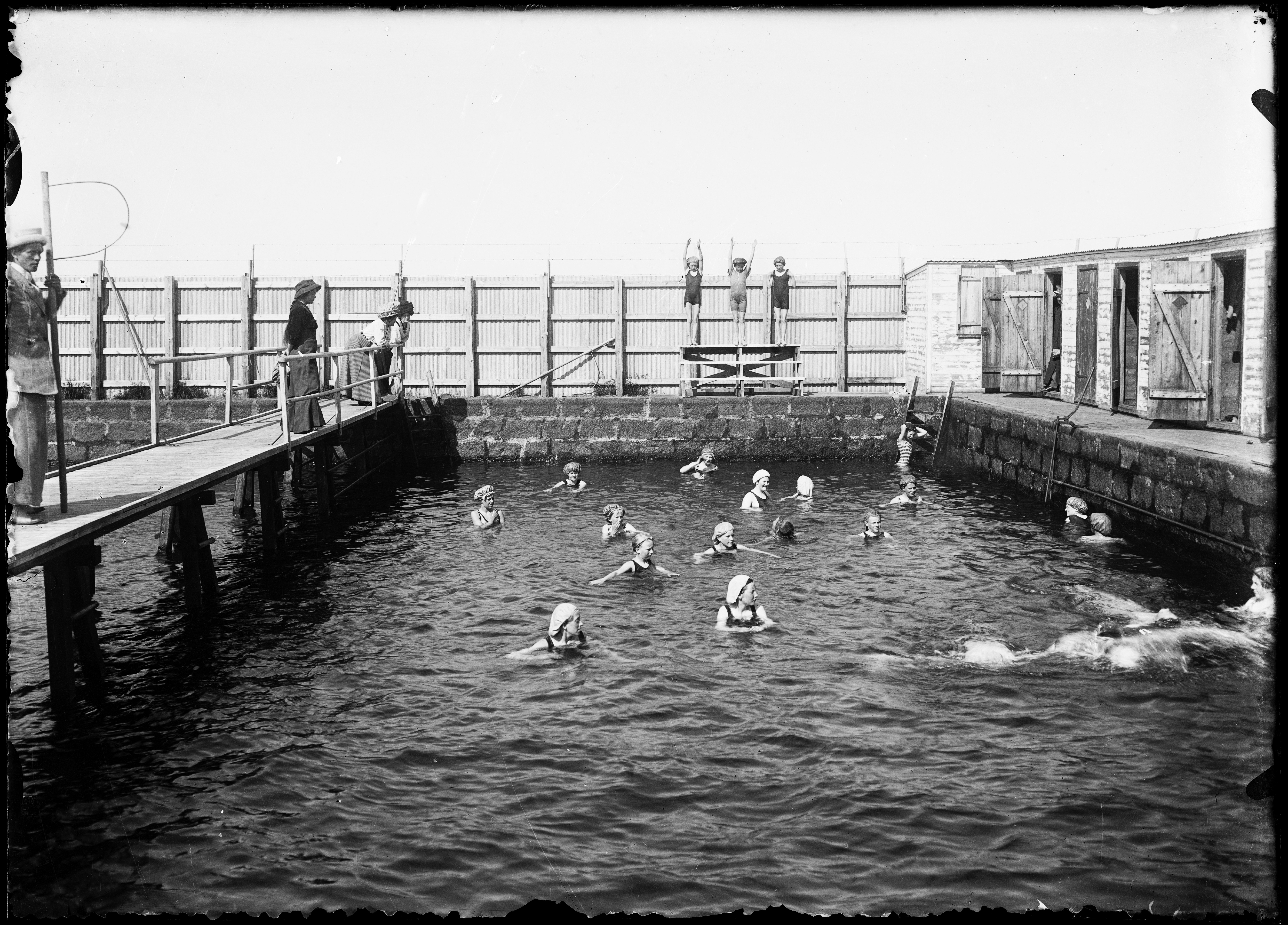
Femmes apprenant à nager.